# سیمون اوموسولا
سیمون اوموسولا (انگلیسی: Simon Omossola؛ زادهٔ ۵ مهٔ ۱۹۹۸) بازیکن فوتبال اهل کامرون است.
وی همچنین در تیم ملی فوتبال کامرون بازی کرده‌است.